# Peter Spaak
Peter Spaak, född 6 juni 1696 i Uddevalla, död 2 december 1769 i Göteborg, var en svensk tullmästare, sjötullsinspektör och pietistisk reformator.
Spaak var som tidig religionsfrihetförespråkare bland de första dissidenterna att utmana den lutherska ortodoxin i Sverige. Han var grundare av en pietistisk societet med bas i Uddevalla och med vidare spridning i Göteborgs stift. En verksamhet som trots initialt motstånd med tiden kom att omprövas av och delvis uppgå i Svenska kyrkan.

## Biografi
Peter Spaak, ibland stavat Petter Spaak, föddes 1696 i Uddevalla församling, Bohuslän, som son till Elias Jonæ Spaak och Elisabet Lischen Johansdotter Wetterman. Fadern, inskriven vid Lunds universitet 1683, var postmästare och tullinspektör i Uddevalla. På mödernet var Peter Spaak sondotterson till Lars Svensson respektive brorsdotterson till Anders Larsson Crantzberg. Peter Spaaks bror Magnus Spaak emigrerade till och blev anfader till en belgisk släktgren i Bryssel (se brorsonen Jacques Joseph Spaak). Genom systern Ebba Regina Spaak var Peter Spaak svåger med Birger Wassenius.
Peter Spaak var gift två gånger. Första gången var med Clara Charlotta Esberg, dotter till Zacharias Esberg den äldre, biskop electus i Växjö stift och Christina (född Benzelia), varigenom Spaak blev svåger till Erik och Carl Henrik Bergenskjöld. Andra gången var med Ingrid Maria (född Bagge), dotter till Fredrik Johansson Bagge och Eva Christina Radhe Palmencrona.
Peter Spaak tjänstgjorde som postmästare i Uddevalla 1717-1727, samt som sjötullsinspektör i Göteborg. Han dog 1769 i Göteborg.

## Teologi
Spaaks pietistiska influenser härleddes till tänkare som Johann Konrad Dippel jämte Thomas Leopold och Johan Stendahl. Initialt mötte de nya idéerna kraftfullt motstånd, vilket kulminerade i Konventikelplakatet (1726), som skärpte lagförbudet mot Gudstjänster utanför Svenska kyrkans hägn. Leopold och Stendahl hotades med de strängaste straff för heresi, något som under en tid även drabbade Spaak.
I motsats till de föregående två friades emellertid Peter Spaak till slut. Det har spekulerats huruvida hans släktförbindelser bland sakförande kretsar i statskyrkan mildrade hans egen utgång, i egenskap av svärson till Zacharias Esberg den äldre och svåger till dennes son kyrkoherden i Uddevalla Zacharias Esberg den yngre. Zacharias Esberg den yngre var i sin tur svåger med Jacob Benzelius och Erik Benzelius den yngre, bägge två i efterföljd ärkebiskopar av Uppsala.
Från år 1734 vistades Spaak i Stockholm, där han kom i kontakt med de radikala Skevikarna i Värmdö. Vid denna tiden samlades Sveriges riksdag igen. Nya utvärderingar av de pietistiska strömningarna i riket föranleddes av dess sympatier nu nådde ända längst upp i prästeståndet. Den förhärskande lutherska ortodoxin undergrävdes av religionsfrihetsivrare som Spaak, Sven Rosén, med flera. Mindre anklagande beslut antogs, vilket påbörjade en vändning i frågan.
Tiden efter Spaaks död skulle kritiken fortsätta avta. Med tiden kom de religiösa dissidenternas tankegods att ytterligare öka i popularitet i samhällets högre skikt. Kung Gustav III besökte Skevikarna incognito 1779. Kung Gustav IV Adolf avlade en officiell visit 1797, nu med gåvor som tecken på uppskattning. Tiden hade kommit för att lätta på marginaliseringen av pietismen. Till slut omprövades den som ett legitimt uttryck för lutherska fromhetsideal.
Som en konsekvens av händelseutvecklingen integrerades en del av efterföljden till den av Spaak grundade societeten i mitten av 1800-talet med Svenska kyrkans regionala organisation. En annan utvecklingsgren förblev emellertid en del av frikyrkorörelsen såsom lokal föregångare i Uddevalla till Equmeniakyrkan.
Efter Uddevalla stadsbrand 1806 uppfördes ett stenhus för stadens pietistiska och herrnutiska anhängare, vilka gav kvarteret namnet Herrnhut. Fastigheten, som senare förvärvades av Uddevalla kommun, kvarstod fram till att ytterligare en brand tog ner den under 1980-talet.